# Ophélie David
Ophélie David (nacida Ophélie Rácz, Cucq, 6 de julio de 1976) es una deportista francesa de origen húngaro que compitió en esquí acrobático, especialista en la prueba de campo a través; aunque también compitió en esquí alpino.
Ganó cinco medallas en el Campeonato Mundial de Esquí Acrobático entre los años 2005 y 2017. Adicionalmente, consiguió seis medallas en los X Games de Invierno.
Participó en tres Juegos Olímpicos de Invierno, entre los años 1994 y 2014, ocupando el cuarto lugar en Sochi 2014 y el noveno en Vancouver 2010, en el campo a través.

## Medallero internacional
| Campeonato Mundial | Campeonato Mundial            | Campeonato Mundial | Campeonato Mundial |
| Año                | Lugar                         | Medalla            | Prueba             |
| ------------------ | ----------------------------- | ------------------ | ------------------ |
| 2005               | Ruka (Finlandia)              | Medalla de bronce  | Campo a través     |
| 2007               | Madonna di Campiglio (Italia) | Medalla de oro     | Campo a través     |
| 2013               | Oslo/Voss (Noruega)           | Medalla de bronce  | Campo a través     |
| 2015               | Kreischberg (Austria)         | Medalla de plata   | Campo a través     |
| 2017               | Sierra Nevada (España)        | Medalla de bronce  | Campo a través     |

| X Games de Invierno | X Games de Invierno    | X Games de Invierno | X Games de Invierno |
| Año                 | Lugar                  | Medalla             | Prueba              |
| ------------------- | ---------------------- | ------------------- | ------------------- |
| 2006                | Aspen (Estados Unidos) | Medalla de bronce   | Campo a través      |
| 2007                | Aspen (Estados Unidos) | Medalla de oro      | Campo a través      |
| 2008                | Aspen (Estados Unidos) | Medalla de oro      | Campo a través      |
| 2009                | Aspen (Estados Unidos) | Medalla de oro      | Campo a través      |
| 2010                | Aspen (Estados Unidos) | Medalla de oro      | Campo a través      |
| 2011                | Aspen (Estados Unidos) | Medalla de plata    | Campo a través      |